# Lista de vice-prefeitos de São Paulo
Esta lista de vice-prefeitos do município de São Paulo compreende todas as pessoas que tomaram posse do cargo. 
A lei nº 374, de 29 de novembro de 1898, reorganizou o poder municipal, criando novamente o cargo de prefeito e introduzindo o vice-prefeito. Ambos eram primeiramente vereadores escolhidos pela Câmara Municipal em eleição anual.

## Lista
| Vice-prefeitos                         | Vice-prefeitos                      | Duração                                                       | Partido                                  | Partido                                          | Prefeito                      | Eleição       | Observações | Ref.                        |
| -------------------------------------- | ----------------------------------- | ------------------------------------------------------------- | ---------------------------------------- | ------------------------------------------------ | ----------------------------- | ------------- | --- | --------------------------- |
| Pedro Vicente de Azevedo               |                                     | até 1905                                                      | Desconhecido                             | Desconhecido                                     | Antônio da Silva Prado        | Indiretas     | | [ 2 ]                       |
| Asdrúbal Augusto do Nascimento         |                                     | após 1905                                                     | Desconhecido                             | Desconhecido                                     | Antônio da Silva Prado        | Indiretas     | | [ 2 ]                       |
| João Maurício de Sampaio Viana         |                                     | 16 de janeiro de 1911 — 28 de abril de 1919                   | Desconhecido                             | Desconhecido                                     | Raimundo da Silva Duprat      | 1911–1913     | | [ 2 ]                       |
| João Maurício de Sampaio Viana         | Washington Luís                     | 16 de janeiro de 1911 — 28 de abril de 1919                   | Desconhecido                             | Desconhecido                                     | 1914 (indireta)               |               | |                             |
| Álvaro Gomes da Rocha Azevedo          | Washington Luís                     |                                                               | 5 de maio de 1919 — 16 de agosto de 1919 | PRP                                              | PRP                           | 1916 (direta) | | [ 2 ]                       |
| Cargo Vago                             | Cargo Vago                          | Cargo Vago                                                    | Cargo Vago                               | Cargo Vago                                       | Álvaro Gomes da Rocha Azevedo |               | |                             |
| Álvaro Gomes da Rocha Azevedo          |                                     | 16 de janeiro de 1920 — 4 de maio de 1920                     | PRP                                      | PRP                                              | Firmiano de Morais Pinto      | 1919          | | [ 2 ]                       |
| Henrique de Sousa Queirós              |                                     | 15 de maio de 2020 — 2 de fevereiro de 1924                   | Desconhecido                             | Desconhecido                                     | Firmiano de Morais Pinto      | 1922          | |                             |
| Luís Augusto Pereira de Queirós        |                                     | Fevereiro a dezembro de 1924                                  | Desconhecido                             | Desconhecido                                     | Firmiano de Morais Pinto      |               | |                             |
| Luciano Gualberto                      |                                     | Janeiro de 1925 — 14 de janeiro de 1929                       | Desconhecido                             | Desconhecido                                     | Firmiano de Morais Pinto      |               | | [ 2 ]                       |
| Luciano Gualberto                      |                                     | Janeiro de 1925 — 14 de janeiro de 1929                       | Desconhecido                             | Desconhecido                                     | José Pires do Rio             | 1925          | | [ 2 ]                       |
| Ulisses de Abreu Lima Pereira Coutinho |                                     | 15 de janeiro de 1929 — 23 de outubro de 1930                 | Desconhecido                             | Desconhecido                                     | José Pires do Rio             | 1928          | |                             |
| Porfírio da Paz                        |                                     | 8 de abril de 1953 — 31 de janeiro de 1955 (1 ano e 298 dias) | PTB                                      | PTB                                              | Jânio Quadros                 | 1953          | |                             |
| Cargo Vago                             | Cargo Vago                          | Cargo Vago                                                    | Cargo Vago                               | Cargo Vago                                       | William Salem                 |               | |                             |
| Wladimir de Toledo Piza                |                                     | 22 de junho de 1955 — 13 de abril de 1956 (296 dias)          | PTB                                      | PTB                                              | Juvenal Lino de Matos         | 1955          | |                             |
| Cargo Vago                             | Cargo Vago                          | Cargo Vago                                                    | Cargo Vago                               | Cargo Vago                                       | Wladimir de Toledo Piza       |               | |                             |
| Cantídio Nogueira Sampaio              |                                     | 8 de abril de 1957 — 7 de abril de 1961 (4 anos)              | PRP                                      | PRP                                              | Ademar de Barros              | 1957          | | [ 2 ]                       |
| José Freitas Nobre                     |                                     | 8 de abril de 1961 — 7 de abril de 1965 (4 anos)              | PSB                                      | PSB                                              | Prestes Maia                  | 1961          | |                             |
| Leôncio Ferraz Júnior                  |                                     | 8 de abril de 1965 — 7 de abril de 1969 (4 anos)              | PR                                       | PR                                               | José Vicente Faria Lima       | 1965          | | [ 2 ]                       |
| Arthur Alves Pinto                     |                                     | 1° de janeiro de 1986 — 31 de dezembro de 1988 (3 anos)       |                                          | Partido da Frente Liberal PFL                    | Jânio Quadros                 | 1985          | Vice-prefeito eleito em sufrágio universal. | [ 2 ]                       |
| Luiz Eduardo Greenhalgh                |                                     | 1° de janeiro de 1989 — 31 de dezembro de 1992 (4 anos)       |                                          | Partido dos Trabalhadores PT                     | Luiza Erundina                | 1988          | Vice-prefeito eleito em sufrágio universal. | [ 3 ] [ 4 ]                 |
| Sólon Borges dos Reis                  |                                     | 1° de janeiro de 1993 — 31 de dezembro de 1997 (4 anos)       |                                          | Partido Trabalhista Brasileiro PTB               | Paulo Maluf                   | 1992          | Vice-prefeito eleito em sufrágio universal. | [ 5 ] [ 6 ]                 |
| Régis de Oliveira                      |                                     | 1 de janeiro de 1997 — 15 de maio de 2000                     |                                          | Partido da Frente Liberal PFL                    | Celso Pitta                   | 1996          | Vice-prefeito eleito em sufrágio universal. | [ 7 ]                       |
| Régis de Oliveira                      | Partido da Mobilização Nacional PMN | 1 de janeiro de 1997 — 15 de maio de 2000                     |                                          |                                                  | Celso Pitta                   | 1996          | Vice-prefeito eleito em sufrágio universal. | [ 7 ]                       |
| Cargo Vago                             | Cargo Vago                          | 25 de maio de 2000 — 12 de junho de 2000                      |                                          | —                                                | Régis de Oliveira             | 1996          | Vacância do cargo em detrimento ao afastamento do prefeito titular Celso Pitta (PTN) determinado pelo Tribunal de Justiça de São Paulo. O vice-prefeito Régis de Oliveira assumiu o comando do Palácio das Indústrias. | [ 8 ]                       |
| Régis de Oliveira                      |                                     | 12 de junho de 2000 — 31 de dezembro de 2000                  |                                          | Partido da Mobilização Nacional PMN              | Celso Pitta                   | 1996          | Vice-prefeito eleito retorna ao cargo em detrimento de uma liminar concedida pelo STJ que permitiu o prefeito Celso Pitta retornar ao cargo de prefeito, e consequentemente o retorno do vice ao seu cargo original.   | [ 9 ]                       |
| Hélio Bicudo                           |                                     | 1° de janeiro de 2001 — 31 de dezembro de 2004 (4 anos)       |                                          | Partido dos Trabalhadores PT                     | Marta Suplicy                 | 2000          | Vice-prefeito eleito em sufrágio universal. | [ 10 ] [ 11 ]               |
| Gilberto Kassab                        |                                     | 1 de janeiro de 2005 — 31 de março de 2006 (1 ano e 89 dias)  |                                          | Partido da Frente Liberal PFL                    | José Serra                    | 2004          | Vice-prefeito eleito em sufrágio universal. | [ 12 ] [ 13 ]               |
| Gilberto Kassab                        | Democratas DEM                      | 1 de janeiro de 2005 — 31 de março de 2006 (1 ano e 89 dias)  |                                          |                                                  | José Serra                    | 2004          | Vice-prefeito eleito em sufrágio universal. | [ 12 ] [ 13 ]               |
| Cargo Vago                             | Cargo Vago                          | 31 de março de 2006 — 31 de dezembro de 2008                  |                                          | —                                                | Gilberto Kassab               | 2004          | Vacância do cargo em função da renúncia do prefeito titular José Serra (PSDB) para candidatar-se ao cargo de governador do Estado de São Paulo. O vice-prefeito Gilberto Kassab assume o cargo definitivamente.        | [ 14 ] [ 15 ] [ 15 ] [ 16 ] |
| Alda Marco Antônio                     |                                     | 1° de janeiro de 2009 — 1° de janeiro de 2013 (4 anos)        |                                          | Partido do Movimento Democrático Brasileiro PMDB | Gilberto Kassab               | 2008          | Vice-prefeita eleita em sufrágio universal. | [ 17 ]                      |
| Alda Marco Antônio                     | Partido Social Democrático PSD      | 1° de janeiro de 2009 — 1° de janeiro de 2013 (4 anos)        |                                          |                                                  | Gilberto Kassab               | 2008          | Vice-prefeita eleita em sufrágio universal. | [ 17 ]                      |
| Nádia Campeão                          |                                     | 1° de janeiro de 2013 — 1° de janeiro de 2017 (4 anos)        |                                          | Partido Comunista do Brasil PCdoB                | Fernando Haddad               | 2012          | Vice-prefeita eleita em sufrágio universal. | [ 18 ] [ 19 ]               |
| Bruno Covas                            |                                     | 1° de janeiro de 2017 — 6 de abril de 2018 (1 ano e 95 dias)  |                                          | Partido da Social Democracia Brasileira PSDB     | João Doria                    | 2016          | Vice-prefeito eleito em sufrágio universal. | [ 20 ] [ 21 ]               |
| Cargo Vago                             | Cargo Vago                          | 6 de abril de 2018 — 31 de dezembro de 2020                   |                                          | —                                                | Bruno Covas                   | 2016          | Vacância do cargo em função da renúncia do prefeito titular João Doria (PSDB) para candidatar-se ao cargo de governador do Estado de São Paulo. O vice-prefeito Bruno Covas assume o cargo definitivamente.            | [ 22 ] [ 23 ] [ 24 ]        |
| Ricardo Nunes                          |                                     | 1° de janeiro de 2021 — 16 de maio de 2021 (126 dias)         |                                          | Movimento Democrático Brasileiro MDB             | Bruno Covas                   | 2020          | Vice-prefeito eleito em sufrágio universal. |                             |
| Cargo Vago                             | Cargo Vago                          | 16 de maio de 2021 — 31 de dezembro de 2024                   |                                          | —                                                | Ricardo Nunes                 | 2020          | Vacância do cargo em função do falecimento do prefeito titular, Bruno Covas (PSDB) decorrente de um câncer. O vice-prefeito Ricardo Nunes (MDB) assumiu a prefeitura definitivamente.                                  | [ 25 ]                      |
| Ricardo de Mello Araújo                |                                     | 1º de janeiro de 2025 — atualidade                            |                                          | Partido Liberal PL                               | Ricardo Nunes                 | 2024          | Vice-prefeito eleito em sufrágio universal. | [ 26 ]                      |